# Templo de Minerva Médica
Templo de Minerva Médica, similar ao Templo de Apolo Medico, era um templo da Roma Antiga, construído no Monte Esquilino durante o período republicano, do qual nenhum resquício jamais foi encontrado. Desde o século XVII ele tem sido erroneamente identificado com as ruínas de um ninfeu nas vizinhanças, por conta de uma impressão equivocada de que a Atena Giustiniani teria sido encontrada lá.
Na posição nos catálogos regionários, entre o Campo Viminal e o Templo de Ísis Patrícia, aponta para um local na porção norte da V Região (Regio V). Porém, centenas de oferendas, incluindo uma na qual se atesta a existência do templo, foram descobertas na Via Curva (a moderna Via Carlo Botta), a oeste da Via Merulana, um possível local para o templo. Algumas paredes de tufo, que lembram trincheiras rituais conhecidas como favissas (favissae), também foram encontradas no local.